# Флаг Куркина
Флаг внутригородского муниципального образования Ку́ркино в Северо-Западном административном округе города Москвы Российской Федерации.
Флаг утверждён 5 мая 2004 года и является официальным символом муниципального образования Куркино.

## Описание
«Флаг муниципального образования Куркино представляет собой двустороннее, прямоугольное полотнище с соотношением сторон 2:3.
Полотнище флага состоит из трёх вертикальных полос: зелёной, жёлтой и зелёной. Габаритная ширина жёлтой полосы составляет 2/5 длины полотнища, зелёные полосы равновелики.
В центре жёлтой полосы помещено изображение цветов ландыша с белыми цветками и зелёным стеблем и листьями. Габаритные размеры изображения составляют 4/15 длины и 4/5 ширины полотнища».

## Обоснование символики
Белый цветы ландыша символизируют уцелевшие доныне чудесные уголки первозданного природного ландшафта, расположенные на территории муниципального образования. Активное жилищное строительство в Куркино осуществляется с сохранением зелёных массивов.
Деление флага на три части символизирует память о трёх поселениях (село Куркино, деревни Юрово и Машкино), составивших историческую основу муниципального образования. Село Куркино, давшее название муниципальному образованию, старинное поселение, возникшее на данной территории свыше пятисот лет назад.